# Khoksarparbaha
Khoksarparbaha – gaun wikas samiti we wschodniej części Nepalu w strefie Sagarmatha w dystrykcie Saptari. Według nepalskiego spisu powszechnego z 2001 roku liczył on 679 gospodarstw domowych i 3775 mieszkańców (1880 kobiet i 1895 mężczyzn).